# 조셉 버로프

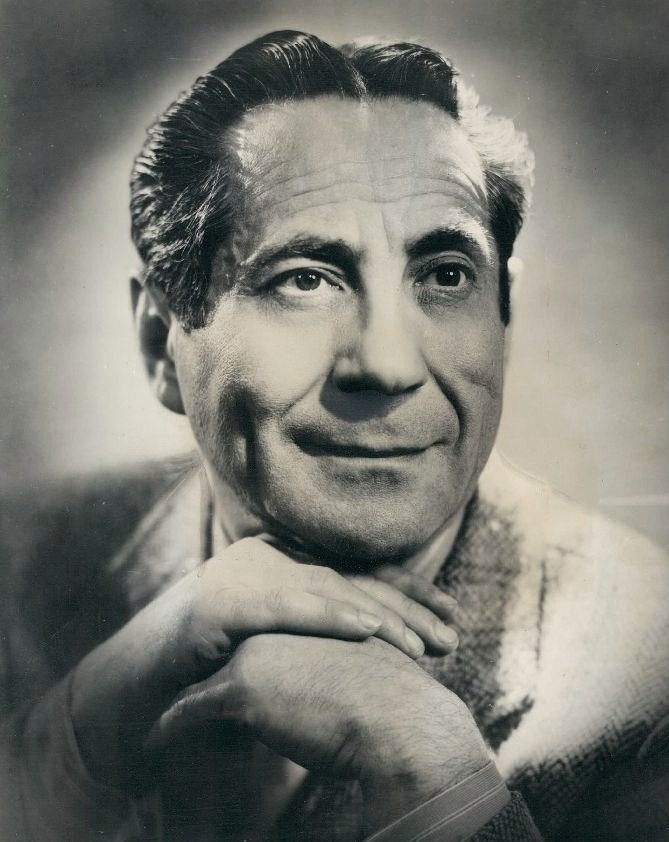

조셉 버로프(Joseph Buloff, 1899년 1월 20일 ~ 1985년 2월 27일)는 미국의 영화 배우, 연극 배우, 무대 연출가이다.
빌뉴스에서 태어났으며 뉴욕에서 사망하였다.

## 영화
- 재회의 길 (1983년)
- 레즈 (1981년)
- 원더풀 타운 (1958년)
- 실크 스타킹 (1957년)
- 상처 뿐인 영광 (1956년)
- 스튜디오 원 (1948년)
- 투 더 빅터 (1948년)
- 카르멘의 사랑 (1948년)
- 카네기 홀 (1947년)
- 데이 멧 인 아르헨티나 (1941년)